# ポッツォマッジョーレ
ポッツォマッジョーレ（イタリア語: Pozzomaggiore）は、イタリア共和国サルデーニャ自治州サッサリ県にある、人口約2,600人の基礎自治体（コムーネ）。

## 地理

### 位置・広がり

#### 隣接コムーネ
隣接するコムーネは以下の通り。括弧内のORはオリスターノ県、NUはヌーオロ県所属を示す。
- ボーザ (OR)
- コッソイーネ
- マーラ
- パドリア
- セメステネ
- シンディーア (NU)
- スーニ (OR)